# Nuoto pinnato ai Giochi mondiali 2022 - 50 m bi-pinne femminile
La gara dei 50 m bi-pinne femminile di nuoto pinnato ai Giochi mondiali 2022 si è svolta l'8 luglio 2022 a Birmingham. Il programma non prevedeva turni preliminari ma solamente la finale.

## Risultati
| Pos | Atleta               | Nazione       | Tempo |
| --- | -------------------- | ------------- | ----- |
|     | Petra Senánszky      | Ungheria      | 20.54 |
|     | Choi Min-ji          | Corea del Sud | 21.59 |
|     | Krisztina Varga      | Ungheria      | 21.64 |
| 4   | Antonina Dudek       | Polonia       | 22.06 |
| 5   | He Pin-li            | Taipei cinese | 22.07 |
| 6   | Iryna Pikiner        | Ucraina       | 22.11 |
| 7   | Yevheniia Tymoshenko | Ucraina       | 22.50 |
| 8   | Diana Moreno         | Colombia      | 22.82 |